# 第206步兵師 (德國國防軍)
第206步兵師（德語：206. Infanterie-Division）是納粹德國國防軍陸軍的一個步兵師。該師於1939年8月組建。
該師組建後，首次作戰為參與1941年6月的巴巴羅薩行動。此後該師一直在東線作戰。該師最後在巴格拉基昂行動期間被殲。

## 历史

### 设立
該師成立於1939年8月17日，是東普魯士第1軍區因斯特堡第三波部署的一部分。第一次部署發生在法國，此後該師被允許休假幾個月。

### 侵苏战争
1941年6月22日，第206步兵師作為北方集團軍一部分，作為巴巴羅薩行動的一部分從贡賓嫩出發，到達維爾诺、波拉茨克、內維爾和大盧基。1941年8月，該師向道加瓦河西部推進。從那裡經過奧列尼諾到達勒熱夫附近的伏爾加河上游地區。此大型部隊主要用於勒熱夫周圍的戰鬥（1941/42年冬季戰役）
1943年12月，第206步兵師属于第53军，部署在白俄羅斯北部。被派去保衛維捷布斯克據點的部队。希特勒此前曾下令將維捷布斯克保留為永久堡垒所在地。第53軍的三個師后被轉移到其他白俄羅斯城市，以牽制蘇聯軍隊。

### 崩溃

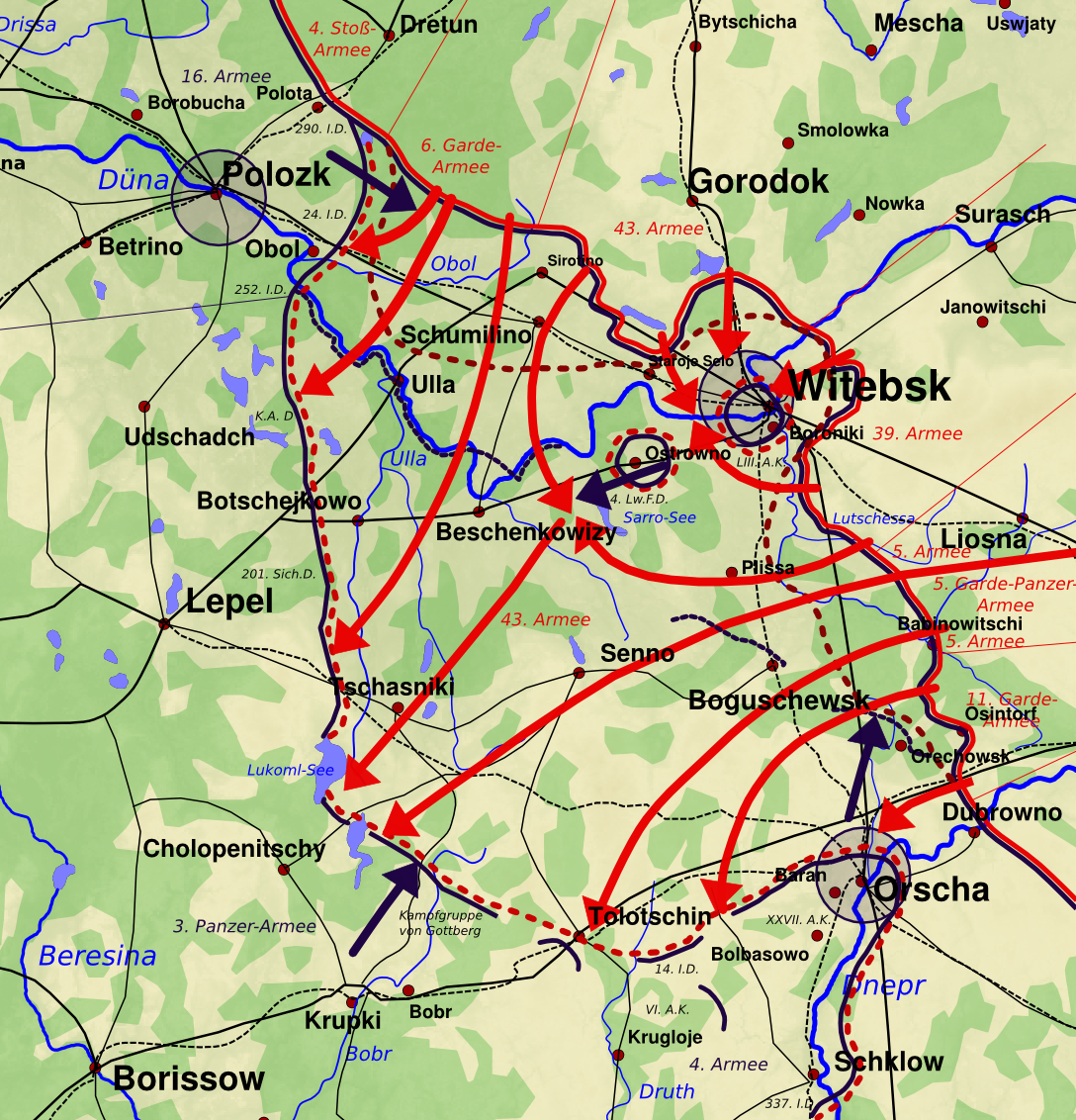
苏军对維捷布斯克的进攻

早在1944年6月20日，就有跡象顯示紅軍正在維捷布斯克附近的一個集中点集結。維捷布斯克被兩次夾擊，第53軍被完全包围。1944年6月22日開始的蘇聯夏季攻勢巴格拉季昂行動中，維捷布斯克南北的德軍防线因紅軍兵力優勢而迅速崩潰。1944年6月24日，鑑於紅軍十倍的優勢，中央集團軍不得不放棄大片戰線並撤退時，希特勒向第53軍司令戈爾維策將軍下令突围。
第58軍军部表示，從東部最後一個「穩定地點」維捷布斯克的突圍已獲得批准。格奧爾格·漢斯·萊因哈特大將已多次呼籲在戰術上撤出維捷布斯克的前弧線，以支持後部的防御位置，同时維持維捷布斯克的防禦，並在該市保留一個師，並立即報告指揮官的姓名。戈爾維策選擇了希特中將領導的第206步兵師來執行這次自殺式任務。
1944年6月26日，戈爾維策和希特將軍接到陸軍元帥恩斯特·布希的命令，在任何情況下都不得撤離維捷布斯克，「沒有任何決定的自由」。

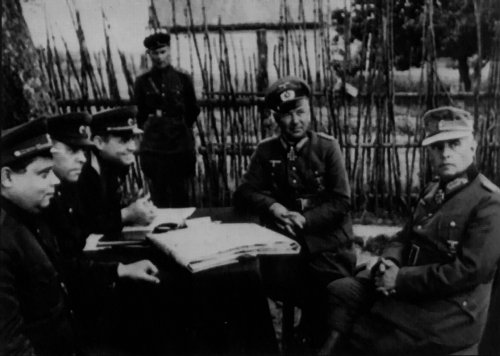
1944年，第53军军长弗里德里希·戈爾維策和第206步兵师师长希特向苏方伊万·切尔尼亚霍夫斯基和亚历山大·华西列夫斯基将军投降

同一日，維捷布斯克被攻破。8,000名德国國防軍士兵成功衝出這座城市。根據蘇聯消息來源，超過20,000名士兵被殺。第53军军长步兵上将弗里德里希·戈爾維策和他的總參謀長施密特上校，以及第206师师长阿方斯·希特少将都被蘇聯俘虜。1944年6月26日，在抵抗已经不再可能後，希特主動下令最後倖存的士兵允许突圍。第206步兵師尝试突围，但是在維捷布斯克15公里處，第301、312和413掷弹兵团的残部在森林中被苏联红军包圍並被摧毀。1944年6月29日，該師已不再存在。
只有少數人在維捷布斯克戰役中倖存並一路向西。由於東普魯士东部已經被紅軍佔領，第206步兵師只能在圖林根州魯多爾施塔特設立了一個處理中心，以確定第206師陣亡12,000名成員的姓名，並通知他們的家人，因為該師的所有文件都在維捷布斯克遺失。1944年7月18日，第206步兵师宣布解散。

## 編成
第206步兵師的編成如下：
- 第301擲彈兵團
- 第312擲彈兵團
- 第413擲彈兵團
- 第206砲兵團
- 第206燧發槍營
- 第206工兵營
- 第206預備隊

## 战区
| 日期         | 军       | 集团军        | 集团军群     | 区域           |
| 1939年       | 1939年   | 1939年        | 1939年       | 1939年         |
| ------------ | -------- | ------------- | ------------ | -------------- |
| 9月          | 预备役   |               | 北方集团军群 | 波兰           |
| 10月-次年5月 | 边境驻军 |               | 北方集团军群 | 波兰           |
| 1940年       |          |               |              |                |
| 6月          | 预备役   |               |              | 埃菲尔         |
| 7月          | 预备役   |               |              | 本土           |
| 8月-次年4月  | 预备役   |               |              | 东普鲁士       |
| 1941年       |          |               |              |                |
| 5月          | 第28军   | 第16集团军    | 北方集团军群 | 东普鲁士       |
| 6月          | 第23军   | 第16集团军    | 北方集团军群 | 东普鲁士       |
| 7月          | 预备役   | 预备役        | 北方集团军群 | 拉脱维亚迪纳堡 |
| 8月          | 第23军   | 第9集团军     | 中央集团军群 | 大卢基         |
| 9月          | 第6军    | 第9集团军     | 中央集团军群 | 大卢基         |
| 10-12月      | 第23军   | 第9集团军     | 中央集团军群 | 俄罗斯加里宁   |
| 1942年       |          |               |              |                |
| 1-3月        | 第23军   | 第9集团军     | 中央集团军群 | 俄罗斯勒热夫   |
| 4月          | 第36军   | 第9集团军     | 中央集团军群 | 俄罗斯勒热夫   |
| 5-7月        | 第27军   | 第9集团军     | 中央集团军群 | 俄罗斯勒热夫   |
| 8-10月       | 第6军    | 第9集团军     | 中央集团军群 | 俄罗斯勒热夫   |
| 11月-次年1月 | 第23军   | 第9集团军     | 中央集团军群 | 俄罗斯勒热夫   |
| 1943年       |          |               |              |                |
| 2月          | 第23军   | 第9集团军     | 中央集团军群 | 俄罗斯勒热夫   |
| 3月          | 第23军   | 第9集团军     | 中央集团军群 | 俄罗斯勒热夫   |
| 4-12月       | 第6军    | 第3装甲集团军 | 中央集团军群 | 维捷布斯克     |
| 1944年       |          |               |              |                |
| 1-6月        | 第53军   | 第3装甲集团军 | 中央集团军群 | 维捷布斯克     |
| 7月          | 无       |               |              | 图林根         |

## 指挥官
第206師歷任指揮官如下：
| 指挥官          | 日期                          |
| --------------- | ----------------------------- |
| 雨果·赫弗尔中将 | 1939年9月1日 - 1942年7月10日  |
| 阿方斯·希特中将 | 1942年7月10日－1943年7月13日  |
| 卡尔·安德烈中将 | 1943年7月13日 - 1943年9月14日 |
| 阿方斯·希特中将 | 1943年9月14日 - 1944年6月28日 |

## 註腳
1. ↑  Mitcham（2007年）
2. ↑  Vgl. ISBN 3764811749
单击这里添加你的引用。如果你仍在编辑主页面文章，你可能需要在一个新窗口打开。
, S. 23 f. sowie Angaben des Lexikons der Wehrmacht
3. ↑  . www.lexikon-der-wehrmacht.de.   [2024-04-27]. （原始内容存档于2024-01-17）.